# Tellur
 For alternative betydninger, se Tellurium.
Tellur, internationalt tellurium (af latin; tellus for "jord") er det 52. grundstof i det periodiske system, og har det kemiske symbol Te. Under normale temperatur- og trykforhold optræder stoffet som et skinnende hvidt metal; det er "skørt", så det knuses let til et pulver eller granulat.

## Tellurs kemiske egenskaber
Tellur brænder med en blågrøn flamme, og danner derved tellurdioxid. I smeltet form korroderer tellur andre metaller som kobber, jern og rustfrit stål.

## Tekniske anvendelser
Tellur anvendes hovedsagelig i legeringer sammen med andre metaller, samt i halvledere. Bly kan gøres stærkere og mere korrosionsbestandigt overfor svovlsyre ved tilsætning af tellur, og tilsvarende gør tellur rustfrit stål og kobber lettere at forarbejde.
I halvledere bruges tellur som et "p"-materiale til at skabe områder med overskud af "huller" (fravær af elektroner). Tellurs elektriske ledningsevne varierer med vinklen mellem den elektriske strøm og tellur-atomernes orientering. Ligesom selen og svovl øges ledningsevnen i tellur desuden når stoffet belyses, om end effekten ikke er nær så udtalt som i selen. En legering af tellur, kviksølv og cadmium kan bruges til at lave en halvleder der er følsom overfor infrarødt lys, og en blanding af tellur, cadmium og zink bruges i faststof-detektorer der påviser røntgenstråling.
Med cadmium anvendes tellur i cadmium-tellur-solceller.

## Historie
Tellur blev opdaget i 1782 af ungareren Franz-Joseph Müller von Reichenstein i Transsylvanien. Hans landsmand, videnskabsmanden Pál Kitaibel opdagede samme grundstof i 1789, uafhængigt af Reichenstein. Martin Heinrich Klaproth, der forinden havde isoleret stoffet navngav det i 1798.

## Forekomst
Selv om man undetiden kan finde rent tellur i naturen, ses det ofte i kemisk forbindelse med guld: Tellur er det eneste stof, som guld indgår i kemiske forbindelser med i naturen, men tellur kan også indgå forbindelser med andre stoffer.
Den primære kilde til tellur, er anodeslam fra elektrolytisk raffinering af kobber, og i biprodukter fra raffineringen af bly. Tellur fremstilles hovedsageligt i USA, Canada, Peru og Japan; det leveres normalt i pulverform, men fås også som plader, barrer, stænger eller klumper. Ved udgangen af år 2000 kostede tellur 14 amerikanske dollar pr. pund (0,45 kilogram).

## Isotoper af tellur
Man kender 30 isotoper af tellur, hvoraf naturligt forekommende tellur består af 8 forskellige isotoper, heraf 3 der er radioaktive. Isotopen tellur-128 har den længste halveringstid blandt alle kendte radioaktive isotoper; 2,2·1024 år.

## Tellur i biologien
Tellur bør betragtes som giftigt, og håndteres og opbevares derefter. Hvis et menneske indtager så lidt som 0,01 milligram tellur pr. kubikmeter kropsvolumen, vil han/hun udvikle "tellur-ånde", der lugter lidt som hvidløg: Når organismen forbrænder tellur, ender processen ved dimetyltellurid, som er flygtigt og skaber den hvidløgs-agtige lugt.